# Boirum
El boirum, en anglès smog, és una mena de boirina o boirim pol·luent de l'aire. El boirum tradicional de Londres va ser un problema greu a partir del segle xix. Aquest tipus de pol·lució visible de l'aire es compon d'òxids de nitrogen, òxids de sofre, ozó, fum o partícules de brutícia i d'altres, incloent contaminants menys visibles com monòxid de carboni i CFC. El boirum antropogènic es deriva de les emissions de carbó, vehiculars i industrials, incendis forestals i agrícoles i reaccions fotoquímiques d'aquestes emissions.

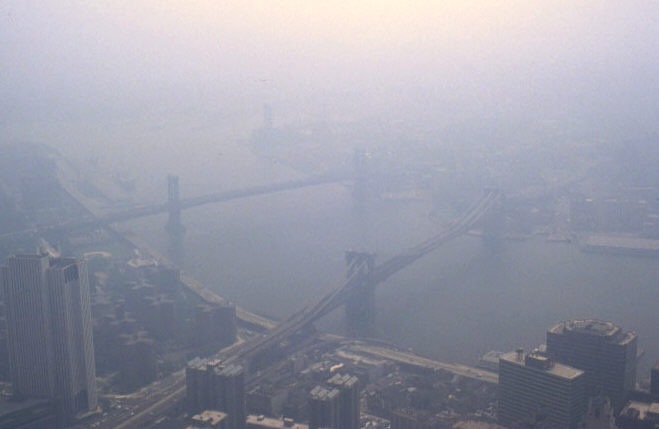
Boirum a la Ciutat de Nova York com es veia del World Trade Center estant el 1988.

El problema de la contaminació atmosfèrica varia d'un lloc a un altre. El boirum modern, com es troba, per exemple, a Los Angeles, és un tipus de pol·lució atmosfèrica derivada de l'emissió vehicular dels motors de combustió interna i els vapors industrials que reaccionen a l'atmosfera amb la llum solar per a formar pol·luents secundaris que també es combinen amb les emissions primàries per a formar un boirum fotoquímic. En certes altres ciutats, com Delhi, la gravetat del boirum sovint es veu agreujada per la crema de rostolls a les zones agrícoles veïnes. Els nivells de pol·lució atmosfèrica de Los Angeles, Pequín, Delhi, Lahore, Ciutat de Mèxic, Teheran i altres ciutats augmenten amb una inversió que atrapa la pol·lució pròxima al sòl. En general, és molt tòxic per als éssers humans i pot causar greus malalties, escurçar la vida o causar la mort.

## Etimologia
En català, com passa en anglès amb smog, la paraula boirum és una combinació dels termes 'boira' i 'fum' o del sufix col·lectiu '-um'.
El terme "smog" se sol atribuir al doctor Henry Antoine Des Voeux en el seu document de 1905, "Boira i fum" per a una reunió del Congrés de Salut Pública. L'edició del 26 de juliol de 1905 del diari londinenc Daily Graphic citava Des Voeux, "Va dir que no requeria cap ciència per veure que hi hagués alguna cosa produïda a les grans ciutats que no es trobava al país i que fos boira fumada o el que es coneixia com a "smog". L'endemà, el diari va declarar que "el doctor Des Voeux va fer un servei públic per encunyar una paraula nova per a la boira londinenca". Tot i això, el terme apareix quinze anys abans que el document del doctor Voeux, en una columna del 3 de juliol de 1880, al Santa Cruz Weekly Sentinel.

## Causes

### Carbó
Les cremes de carbó poden emetre núvols importants de fum que contribueixen a la formació de fum humit a l'hivern. La combustió de carbó es pot utilitzar per escalfar edificis individuals o per proporcionar calor en una central productora d'energia. La contaminació de l'aire procedent d'aquesta font s'ha reportat a Anglaterra des de l'edat mitjana. Londres, en particular, va ser notòria fins a mitjans del segle XX per les seves fumagueres provocades per carbó, que eren sobrenomenats "pea-soupers" (derivat de pea-soup, sopa de pèsol, de color verd). La contaminació de l'aire d'aquest tipus continua sent un problema a les zones que generen fums importants per la crema de carbó. Les emissions de la combustió de carbó són una de les causes principals de la contaminació de l'aire a la Xina. Sobretot a la tardor i a l'hivern, quan els sistemes de calefacció a carbó treballen a plena capacitat, la quantitat de fum produït de vegades obliga algunes ciutats xineses a tancar carreteres, escoles o aeroports. Un exemple destacat per a això va ser la ciutat d'Harbin, nord-est de la Xina el 2013.

### Emissions de mitjans de transport
Les emissions de trànsit terrestre, marítim o aeri també contribueixen a la formació de smog. Els productes derivats a l'aire procedents dels sistemes d'escapament de vehicles i naus causen contaminació de l'aire i són un ingredient important en la creació de smog en algunes grans ciutats.
Els principals culpables de les fonts de transport són el monòxid de carboni (CO), els òxids de nitrogen (NO i NOx), compostos orgànics volàtils, i hidrocarburs són el component principal dels combustibles de petroli com la benzina i el dièsel. Les emissions de transport també inclouen diòxids de sofre i partícules però en quantitats molt inferiors als contaminants esmentats anteriorment. Els òxids de nitrogen i compostos orgànics volàtils poden patir una sèrie de reaccions químiques amb la llum solar, la calor, l'amoníac, la humitat i altres compostos per formar els vapors nocius, l'ozó a nivell del sòl i les partícules que contenen smog.

## Smog fotoquímic
L'smog fotoquímic, sovint anomenat smog estiuenc, és la reacció química de la llum solar, els òxids de nitrogen i els compostos orgànics volàtils a l'atmosfera, que deixa partícules a l'aire i ozó al nivell del sòl. L'smog fotoquímic depèn dels contaminants primaris i de la formació de contaminants secundaris. Aquests contaminants primaris inclouen els òxids de nitrogen, especialment l'òxid nítric (NO) i el diòxid de nitrogen (NO₂), i els compostos orgànics volàtils. Els contaminants secundaris rellevants inclouen nitrat de peroxiacetil, ozó troposfèric i aldehids. Un contaminant secundari important per al smog fotoquímic és l'ozó, que es forma quan els hidrocarburs (HC) i els òxids de nitrogen (NOx) es combinen en presència de llum solar; el diòxid de nitrogen (NO₂), que es forma com l'òxid nítric (NO) es combina amb l'oxigen (O₂) a l'aire. A més, quan s'emet SO₂ i NOx, s'oxiden a la troposfera a l'àcid nítric i l'àcid sulfúric, que en barrejar-se amb l'aigua formen els components principals de la pluja àcida. Tots aquests productes químics tan durs solen ser molt reactius i oxidants. Es considera que el smog fotoquímic és un problema de la industrialització moderna. És present a totes les ciutats modernes, però és més freqüent a les ciutats amb climes assolellats, càlids, secs i un gran nombre de vehicles de motor. Com que viatja amb el vent, també pot afectar zones poc poblades.
La composició i les reaccions químiques implicades en el smog fotoquímic no es van entendre fins als anys cinquanta. El 1948, el químic aromàtic Arie Haagen-Smit va adaptar alguns dels seus equips per recollir productes químics de l'aire contaminat, i va identificar l'ozó com a component del smog de Los Angeles. Haagen-Smit va descobrir que els òxids de nitrogen procedents dels residus d'automòbils i els hidrocarburs gasosos dels cotxes i les refineries de petroli, exposats a la llum del sol, eren ingredients clau en la formació d'ozó i smog fotoquímic. Haagen-Smit va treballar amb Arnold Beckman, que va desenvolupar diversos equips per a la detecció de fum, que van des d'un "Aparell per registrar concentracions de gas a l'atmosfera" patentat el 7 d'octubre de 1952, fins a "furgonetes de control de la qualitat de l'aire" per al govern i la indústria.

### Formació i reaccions
Durant l'hora punta del matí, s'emet una alta concentració d'òxid nítric i hidrocarburs a l'atmosfera, principalment a través del trànsit a la carretera però també de fonts industrials. Alguns hidrocarburs s'oxiden ràpidament per OH· i formen radicals peroxi, que converteixen l'òxid nítric (NO) en diòxid de nitrogen (NO2).
(1) {\displaystyle {\ce {R{.}+ O2 + M -> RO2{.}+ M}}}
(2) {\displaystyle {\ce {RO2{.}+ NO -> NO2 + RO{.}}}}
(3) {\displaystyle {\ce {HO2{.}+ NO -> NO2 + OH{.}}}}
El diòxid de nitrogen (NO₂) i l'òxid nítric (NO) reaccionen a més amb l'ozó (O₃) en una sèrie de reaccions químiques:
(4) {\displaystyle {\ce {NO2 + hv -> O(^3P) + NO}}}, {\displaystyle \lambda <400nm}
(5) {\displaystyle {\ce {O(^3P) + O2 + M-> O3 + M(calor)}}}
(6) {\displaystyle {\ce {O3 + NO -> NO2 + O2}}}
Aquesta sèrie d'equacions es coneix com a estat fotoestacionari (PSS). Tanmateix, a causa de la presència de la reacció 2 i 3, el NOx i l'ozó no es troben en perfecte estat. En substituir la reacció 6 per la reacció 2 i la reacció 3, la molècula O₃ ja no es destrueix. Per tant, la concentració d'ozó continua augmentant al llarg del dia. Aquest mecanisme pot augmentar la formació d'ozó en el fum. Altres reaccions com la foto-oxidació del formaldehid (HCHO), 
un contaminant secundari comú, també poden contribuir a l'augment de la concentració d'ozó i NO₂. El smog fotoquímic és més freqüent durant els dies d'estiu ja que els fluxos de radiació solar incident són elevats, cosa que afavoreix la formació d'ozó (reaccions 4 i 5). La presència d'una capa d'inversió de temperatura és un altre factor important. Això és perquè impedeix la barreja per convecció vertical de l'aire i permet, així, que els contaminants, inclòs l'ozó, s'acumulin prop del nivell del sòl, cosa que afavoreix de nou la formació de smog fotoquímics.
Hi ha certes reaccions que poden limitar la formació d'O₃ en el smog. La reacció limitant en àrees contaminades és:
(7) {\displaystyle {\ce {NO2 + OH{.}+ M -> HNO3 + M}}}
Aquesta reacció elimina el NO₂ que limita la quantitat d'O₃ que es pot produir a partir de la seva fotòlisi (reacció 4). HNO₃ és un compost enganxós que es pot treure fàcilment a les superfícies (deposició seca) o dissoldre’s a l'aigua i es pot ploure fora (deposició humida). Les dues maneres són habituals a l'atmosfera i poden eliminar els radicals i el diòxid de nitrogen de manera eficient.

### Causes naturals
Un volcà en erupció pot emetre alts nivells de diòxid de sofre juntament amb una gran quantitat de partícules; dos components clau per a la creació de smog. Tot i això, el smog creat com a conseqüència d'una erupció volcànica es coneix sovint com a vog per distingir-lo com a ocurrència natural. Les reaccions químiques que formen smog després d'una erupció volcànica són diferents de les reaccions que formen un smog fotoquímic. El terme smog engloba l'efecte quan s'emet una gran quantitat de molècules en fase gasosa i partícules a l'atmosfera, creant una bruma visible. L'esdeveniment que provoca una gran quantitat d'emissions pot variar, però encara pot donar lloc a la formació de smog.
Les plantes són una altra font natural d'hidrocarburs que podrien patir reaccions a l'atmosfera i produir smog. A nivell mundial tant les plantes com el sòl contribueixen a la producció d'hidrocarburs en gran manera, principalment mitjançant la producció d'isoprè i terpens. Els hidrocarburs alliberats per les plantes solen ser més reactius que els hidrocarburs artificials. Per exemple, quan les plantes alliberen isoprè, l'isoprè reacciona molt ràpidament a l'atmosfera amb radicals hidroxils. Aquestes reaccions produeixen hidroperòxids que augmenten la formació d'ozó.

## Efectes per a la salut
El fum humà és un problema greu a moltes ciutats i continua perjudicant la salut humana. L'ozó a nivell del sòl, el diòxid de sofre, el diòxid de nitrogen i el monòxid de carboni són especialment nocius per a gent gran, nens i persones amb afeccions cardíaques i pulmonars com enfisema, bronquitis i asma. Pot inflamar els passos respiratoris, disminuir la capacitat de treball dels pulmons, provocar respiració, dolor al inhalar-se profundament, sibil·làncies i tos. Pot causar irritació d'ulls i nas i asseca les membranes protectores del nas i la gola i interfereix amb la capacitat del cos per combatre la infecció, augmentant la susceptibilitat a la malaltia. Els ingressos hospitalaris i les morts respiratòries sovint augmenten en períodes en què els nivells d'ozó són elevats. Es desconeix els efectes a llarg termini de l'exposició a la contaminació de l'aire i l'origen de l'asma. Es va dur a terme un experiment utilitzant una contaminació atmosfèrica intensa similar a la del Gran Smog de Londres de 1952. Els resultats d'aquest experiment van concloure que hi ha un vincle entre l'exposició a la contaminació de la vida primerenca que condueix al desenvolupament de l'asma, proposant l'efecte continu del Gran Smog. Els estudis moderns continuen trobant vincles entre la mortalitat i la presència de smog. Un estudi, publicat a la revista Nature, va trobar que els episodis de fum a la ciutat de Jinan, una gran ciutat de l'est de la Xina, durant els anys 2011-15, van estar associats amb un augment del 5,87% (IC del 95% 0,16–11,58%). mortalitat global. Aquest estudi destaca l'efecte de l'exposició a la contaminació de l'aire sobre la taxa de mortalitat a la Xina.

### Nivells d'exposició no saludables
L'EPA dels EUA ha desenvolupat un índex de qualitat de l'aire per ajudar a explicar els nivells de contaminació de l'aire al gran públic. Les concentracions d'ozó mitjanes de 8 hores de 85 a 104 ppbv són descrites com a "No saludables per a grups sensibles", de 105 ppbv a 124 ppbv com a "poc saludables" i de 125 ppb a 404 ppb com a "molt poc saludables". L'interval "molt no saludable" d'alguns altres contaminants és: 355 μg m − 3 - 424 μg m − 3 per a PM10; 15,5 ppm - 30,4 ppm per a CO i 0,65 ppm - 1,24 ppm per NO₂.

### Morts prematures per càncer i malalties respiratòries
El 2016, l'Associació Mèdica d'Ontario va anunciar que el fumat és responsable de les aproximadament 9.500 morts prematures a la província cada any.
Un estudi de l'American Cancer Society de 20 anys va demostrar que l'exposició acumulada també augmenta la probabilitat de mort prematura per una malaltia respiratòria, ja que pot suposar que la norma estàndard de 8 hores pot ser insuficient.

### Risc Alzheimer
Per primera vegada s'han descobert que petites partícules magnètiques procedents de la contaminació de l'aire s'allotgen en cervells humans i els investigadors creuen que podrien ser una possible causa de la malaltia d'Alzheimer. Investigadors de la Universitat Lancaster van trobar abundants nanopartícules de magnetita al teixit cerebral de 37 individus d'entre tres i 92 anys que vivien a Ciutat de Mèxic i Manchester. Aquest mineral fortament magnètic és tòxic i s'ha implicat en la producció d'espècies reactives d'oxigen (radicals lliures) al cervell humà, que estan associades a malalties neurodegeneratives, inclosa la malaltia d'Alzheimer.

### Risc de certs defectes de naixement
Un estudi que examinà 806 dones que van tenir nadons amb defectes de naixement entre 1997 i 2006 i 849 dones que van tenir nadons sans, va trobar que el smog a la zona de la vall de San Joaquín de Califòrnia estava vinculat a dos tipus de defectes del tub neural: l'espina bífida (una condició implicant, entre altres manifestacions, certes malformacions de la columna vertebral) i l'anencefàlia (el subdesenvolupament o l'absència d'una part o de tot el cervell, que, si no és fatal, sol provocar un deteriorament profund).

### Pes baix en néixer
Segons un estudi publicat a The Lancet, fins i tot un canvi molt reduït (5 μg) de l'exposició a PM2,5 es va associar a un augment (18%) en risc de baix pes del part al néixer, i aquesta relació es va mantenir fins i tot per sota dels actuals nivells segurs acceptats.

## Àrees afectades
El fum es pot formar en gairebé qualsevol clima on les indústries o ciutats alliberen grans quantitats de contaminació de l'aire, com ara fum o gasos. Tot i això, és pitjor en períodes més calorós i assolellat quan l'aire superior és prou càlid per inhibir la circulació vertical. És especialment predominant a les conques geològiques encerclades per turons o muntanyes. Sovint es manté durant un període prolongat de temps sobre ciutats o zones urbanes densament poblades i pot arribar a nivells perillosos.

### Canadà
Segons el Canadian Science Smog Assessment publicat el 2012, el smog és responsable dels efectes perjudicials sobre la salut humana i dels ecosistemes, així com del benestar socioeconòmic a tot el país. Es va estimar que la província d'Ontario suporta 201 milions de dòlars en danys anuals per als conreus afectats i una degradació dels ingressos turístics estimada de 7,5 milions de dòlars a Vancouver i 1,32 milions de dòlars a la vall del Fraser a causa de la disminució de la visibilitat. La contaminació de l'aire a la Colúmbia Britànica és particularment preocupant, especialment a la vall de Fraser, a causa d'un efecte meteorològic anomenat inversió que disminueix la dispersió de l'aire i condueix a la concentració de smog.

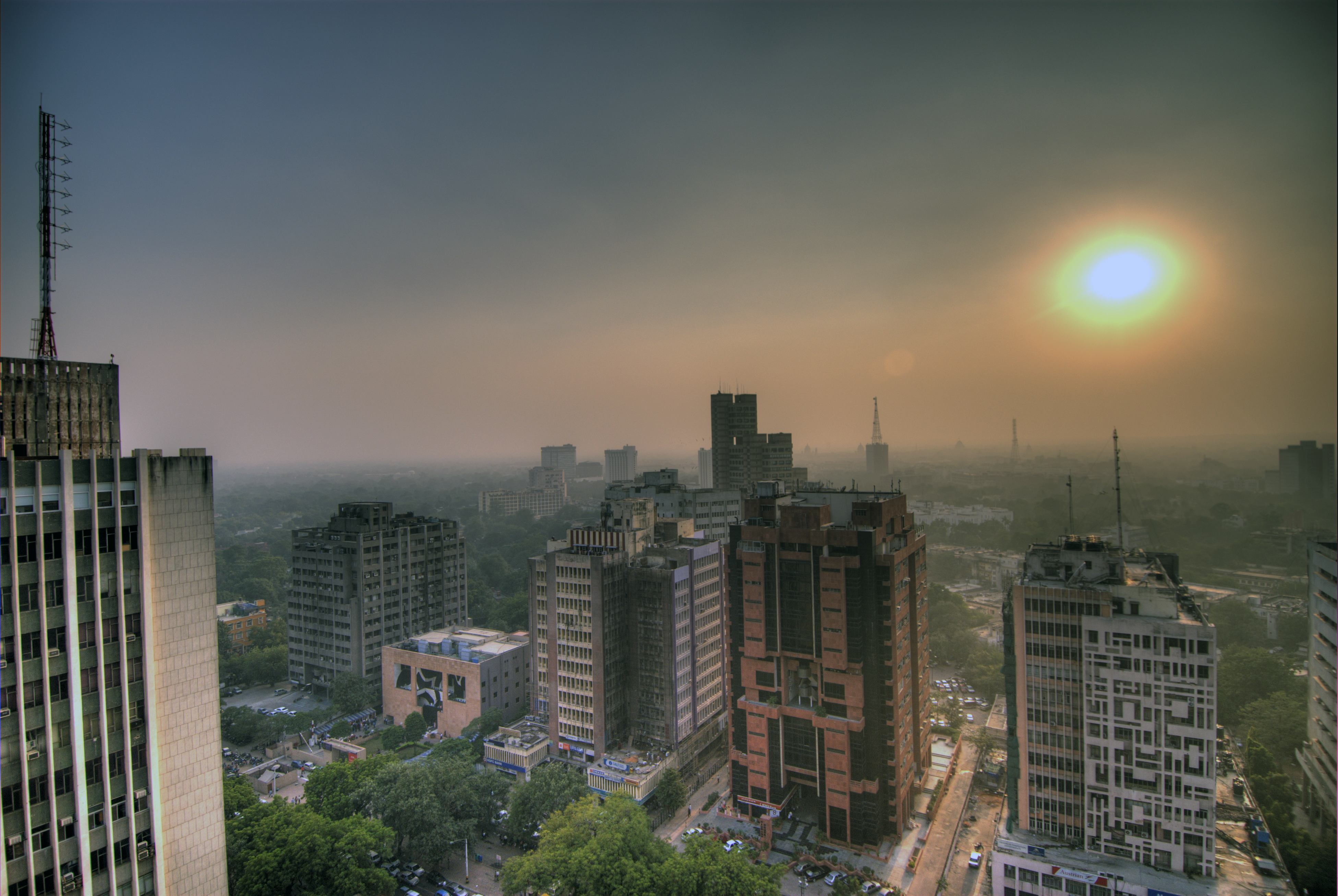
Aparença del cel de Dehli durant un episodi de boirum

### Delhi, India
Des de fa uns quants anys, les ciutats del nord de l'Índia han estat cobertes d'una gruixuda capa de boirum durant l'hivern. La situació s'ha tornat força dràstica a la capital nacional, Delhi. Aquest fum és causat per la recollida de matèria de partícules (un tipus molt fi de pols i gasos tòxics) a l'aire sense renovació per causa de l'estancament de les capes més baixes de l'atmosfera durant els hiverns.
Delhi és la ciutat més contaminada del món i segons una estimació, la contaminació de l'aire provoca la mort d'unes 10.500 persones a Delhi cada any. Durant els anys 2013–14, els nivells màxims de partícules fines (PM) a Delhi van augmentar al voltant d'un 44%, principalment a causa de les altes emissions de vehicles i vehicles industrials, els treballs de construcció i la crema de cultius en estats contigus. Delhi té el nivell més alt de partícules a l'aire, PM2,5 considerada més nociva per a la salut, amb 153 micrograms. L'augment del nivell de contaminació atmosfèrica ha augmentat notablement les malalties relacionades amb els pulmons (especialment l'asma i el càncer de pulmó) entre els nens i les dones de Delhi. El dens xàfec a Delhi durant la temporada d'hivern comporta importants trastorns del trànsit aeri i ferroviari cada any. Segons els meteoròlegs indis, la temperatura màxima mitjana a Delhi durant els hiverns ha disminuït notablement des del 1998 a causa de l'augment de la contaminació de l'aire.
Els ecologistes han criticat el govern de Delhi per no fer prou per frenar la contaminació de l'aire i per informar la gent sobre problemes de qualitat de l'aire. La majoria dels residents de Delhi desconeixen els nivells alarmants de contaminació de l'aire a la ciutat i els riscos per a la salut associats a aquesta. Des de mitjans dels anys 90, Delhi ha pres algunes mesures per frenar la contaminació atmosfèrica: Delhi té la tercera quantitat d'arbres entre les ciutats índies i la Corporació de Transport de Delhi opera la flota més gran del món d'autobusos de gas natural comprimit (CNG). El 1996, el Centre for Science and Environment (CSE) va iniciar un litigi d'interès públic al Tribunal Suprem de l'Índia que va ordenar la conversió de la flota d'autobusos i taxis de Delhi per funcionar amb CNG i va prohibir l'ús de benzina amb plom el 1998. El 2003, Delhi va guanyar el primer premi "Clean Cities International Partner of the Year" del Departament d'Energia dels Estats Units pels seus "esforços atrevits per frenar la contaminació de l'aire i donar suport a les iniciatives de combustible alternatiu". El Metro de Delhi també ha estat acreditat per reduir significativament els contaminants atmosfèrics a la ciutat.
Tot i això, segons diversos autors, la major part d'aquests guanys s'han perdut, sobretot a causa de la cremada de rostolls, l'augment de la quota de mercat dels cotxes dièsel i la disminució considerable de la conducció d'autobusos. Segons la CUE i el Sistema de Previsió i Investigació Meteorològica de la Qualitat de l'Aire (SAFER), la crema de residus agrícoles a les regions properes del Punjab, Haryana i Uttar Pradesh dona lloc a una intensificació del smog a Delhi. El govern estatal d'Uttar Pradesh contempla estudiar imposar la prohibició de la crema de cultius per reduir la contaminació a la NCR de Delhi i un panell ambiental ha apel·lat al Tribunal Suprem de l'Índia per imposar un 30% de cessió als cotxes dièsel.

### Pequín, Xina
Una investigació conjunta entre investigadors americans i xinesos del 2006 va concloure que gran part de la contaminació de la ciutat prové de ciutats i províncies circumdants. De mitjana, el 35–60% de l'ozó es pot localitzar a fonts de fora de la ciutat. La província de Shandong i el municipi de Tianjin tenen una "influència significativa en la qualitat de l'aire de Beijing", en part a causa del flux dominant sud / sud-est durant l'estiu i les muntanyes al nord i al nord-oest.

### Regne Unit

#### Londres
El 1306, les preocupacions sobre la contaminació atmosfèrica van ser suficients perquè Edward I prohibís (breument) la crema de carbó a Londres. El 1661, el pamflet titulat Fumifugium de John Evelyn va suggerir que cremar fusta natural, sobre tot d'aromàtica en lloc de carbó mineral, reduiria la tos. A més a més, Evelyn també proposava per millorar la qualitat de l'aire traslladar determinades indústries, com ara forns de calç i cerveseres fora de la ciutat. La "Ballad of Gresham College", el mateix any, descriu com el fum "ofega els nostres pulmons i els nostres esperits, espatlla els nostres domassos i rovella el nostre ferro."
Els episodis severs de smog van continuar durant els segles XIX i XX, principalment a l'hivern, i van ser sobrenomenats "sopes de pèsols", de la frase "tan espessa com la sopa de pèsols". El Gran Smog de 1952 va enfosquir els carrers de Londres i va matar aproximadament 4.000 persones en el curt període de quatre dies (8.000 més van morir dels seus efectes en les setmanes i mesos següents). Inicialment es va culpar una epidèmia de grip per la pèrdua de vida.
El 1956, la Llei d'Aire Net va començar a fer complir legalment zones sense fum a la capital. Hi havia zones on no es podia cremar hulla o lignit a les llars ni a les empreses, només coc, que no produeix fum. A causa de les zones sense fum, els nivells reduïts de partícules de sutge van contribuir a eliminar l'intens i persistent fum de Londres.
Va ser després d'això que va començar la gran neteja de Londres. Un a un, els edificis històrics que durant els dos segles anteriors s'havien ennegrit completament per l'exterior, van netejar les seves façanes de pedra i restaurar-les al seu aspecte original. Els edificis victorians l'aspecte dels quals va canviar dràsticament després de la neteja incloïen el British Museum of Natural History. Un exemple més recent va ser el Palau de Westminster, que es va netejar als anys vuitanta. Una excepció notable de la tendència de restauració va ser 10 Downing Street, els maons de la neteja a finals dels anys cinquanta es van mostrar naturalment grocs; el color negre derivat del smog de la façana es considerava tan icònic que els maons es pintaven de negre per preservar la imatge. El fum causat per la contaminació del trànsit, però, encara es produeix a la moderna Londres.

#### Altres zones
Altres zones del Regne Unit es van veure afectades pel fum, especialment les zones fortament industrialitzades.
Les ciutats de Glasgow i Edimburg, a Escòcia, van patir boires amb fum al 1909. Des Voeux, habitualment acreditat amb la creació del malnom "smog", va presentar un article el 1911 a la Conferència de Manchester de la Lliga de la reducció del fum de Gran Bretanya sobre el boires i morts resultants.
Un resident de Birmingham va descriure les condicions gairebé negres als anys 1900 abans de la Clean Air Act, amb una visibilitat tan pobra que els ciclistes van haver de desmuntar i caminar per quedar-se a la carretera.
El 29 d'abril de 2015, la Suprema Cort del Regne Unit va dictaminar que el govern havia de prendre mesures immediates per reduir la contaminació de l'aire, arran d'un cas presentat per advocats ambientals de ClientEarth.

### Ciutat de Mèxic, Mèxic

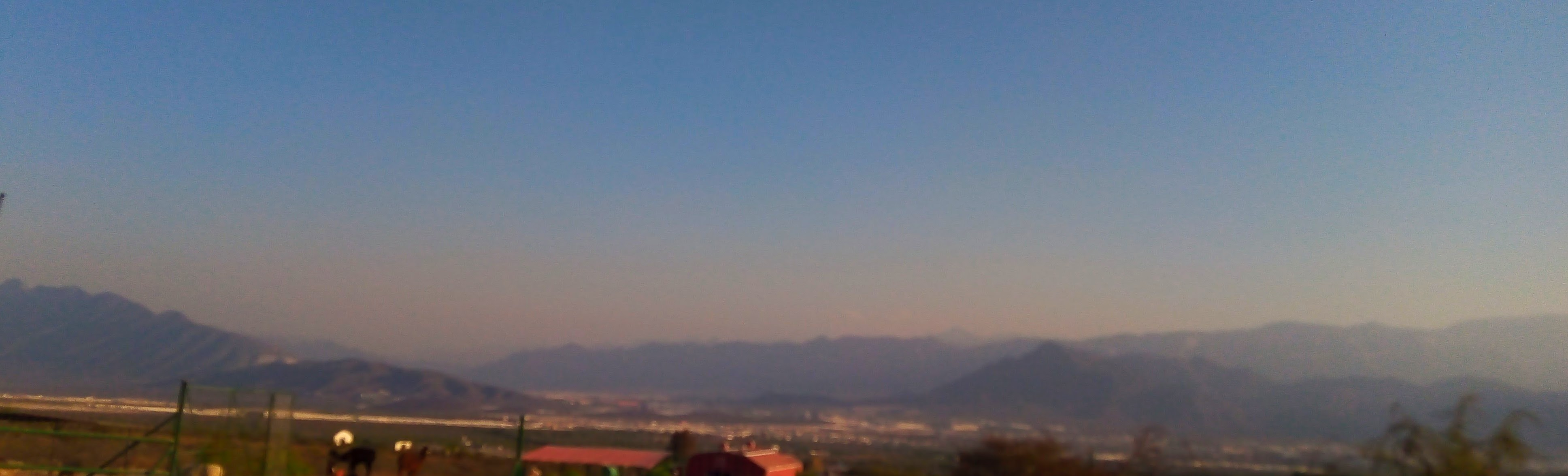
Boirum fotoquímic a Monterrey, Mèxic. Març de 2021

A causa de la seva ubicació en un "bol" d'alta terra, l'aire fred s'enfonsa cap a la zona urbana de la Ciutat de Mèxic, atrapant la contaminació industrial i de vehicles a sota i convertint-la en la ciutat més famosa de l'Amèrica Llatina. En una generació, la ciutat ha passat a ser coneguda per alguns dels aires més nets del món en una amb la pitjor contaminació, amb contaminants com el diòxid de nitrogen, que són el doble o fins i tot el triple dels estàndards internacionals.

### Santiago, Xile
De manera similar a la ciutat de Mèxic, la contaminació de l'aire de la vall de Santiago, situada entre els Andes i la franja xilena, la converteixen en la ciutat més famosa de contorns de l'Amèrica del Sud. Altres agreujants de la situació es troben en la seva alta latitud (31 graus sud) i el clima sec durant la major part de l'any.

### Teheran, Iran
Al desembre de 2005, les escoles i les oficines públiques van haver de tancar a Teheran i van ser 1600 persones traslladades a l'hospital, amb un greu smog provocat en gran manera per l'escapament de vehicles sense filtrar.

### Estats Units
Smog va ser posat en coneixement del públic general dels Estats Units el 1933 amb la publicació del llibre "Stop That Smoke", de Henry Obermeyer, un funcionari d'utilitat pública de Nova York, en què assenyalava l'efecte sobre la vida humana i fins i tot la destrucció. 3.000 hectàrees de cultiu d'espinacs de pagès. Des de llavors, l'Agència de Protecció Ambiental dels Estats Units ha designat més de 300 comtats nord-americans com a zones de no assoliment per a un o més contaminants rastrejats com a part de les Normes Nacionals de Qualitat de l'Aire Ambiental. Aquestes zones s'agrupen en gran part al voltant de grans àrees metropolitanes, amb les zones de contínua més grans zones de no assoliment a Califòrnia i al nord-est. Diverses agències governamentals dels Estats Units i del Canadà col·laboren per produir mapes i previsions de qualitat de l'aire en temps real. Per combatre les condicions de fum, les localitats podran declarar dies "d'alerta contra la fumada", com ara al programa Spare the Air de la zona de la badia de San Francisco.
Als Estats Units, la contaminació per fums mata 24.000 nord-americans cada any. Els Estats Units es troben entre els països més bruts pel que fa al smog, al lloc que ocupa el lloc 123 dels 195 països mesurats, on 1 és el més net i el 195 més contaminat amb el fum.

#### Los Angeles i la Vall de San Joaquin
A causa de les seves ubicacions a conques baixes envoltades de muntanyes, Los Angeles i la vall de San Joaquin són notòries pel seu fum. La confiança excessiva dels vehicles per al transport en aquestes regions, combinada amb els efectes addicionals dels complexos portuaris de San Francisco Bay i Los Angeles / Long Beach, sovint contribueixen a una major contaminació atmosfèrica.
En particular, Los Angeles està fortament predisposada a l'acumulació de smog, a causa de les peculiaritats de la seva geografia i dels seus patrons meteorològics. Los Angeles es troba en una conca plana amb oceà a un costat i serralades a tres bandes. Un corrent oceànic fred proper deprimeix les temperatures superficials de l'aire a la zona, donant lloc a una capa d'inversió: un fenomen on la temperatura de l'aire augmenta, en lloc de disminuir, amb l'altitud, suprimeix les tèrmiques i restringeix la convecció vertical. Tot plegat, es tradueix en una capa d'aire relativament prima i tancada sobre la ciutat, que no es pot escapar fàcilment de la conca i tendeix a acumular contaminació.
Los Angeles va ser una de les ciutats més conegudes que patien transport de fum durant bona part del segle xx, tant que de vegades es va dir que Los Angeles era un sinònim de smog. El 1970, quan es va aprovar la Llei sobre l'aire net, Los Angeles era la conca més contaminada del país i Califòrnia no va poder crear un Pla d'implantació estatal que li permetés complir els nous estàndards de qualitat de l'aire. No obstant això, el compliment de regulacions estrictes per part de les agències governamentals estatals i federals que vetllen per aquest problema (com ara el California Air Resources Board i l'Agència de Protecció Ambiental dels Estats Units), incloent restriccions estrictes sobre els nivells d'emissions permeses per a tots els cotxes nous venuts a Califòrnia i proves d'emissions regulars obligatòries de vehicles més antics, va suposar millores significatives en la qualitat de l'aire. Per exemple, les concentracions d'aire de compostos orgànics volàtils es van reduir en un factor de 50 entre 1962 i 2012. [83] Les concentracions de contaminants atmosfèrics com els òxids nitrosos i l'ozó van disminuir del 70% al 80% en el mateix període.

#### Incidents importants als EUA
1943, 26 de juliol de Los Angeles, Califòrnia: un smog tant sobtat i sever que "els residents de Los Angeles, en plena Guerra Mundial creuen que els japonesos els ataquen amb la guerra química."
1948, 30-31 d'octubre de 1948, Donora, Pensilvania: 20 morts, 600 hospitalitzats, milers més afectats. Les demandes no es van resoldre fins al 1951.  
1966, 24 de novembre, Nova York, Nova York: L'Smog mata almenys 169 persones.

### Ulan Bator, Mongòlia
A finals dels anys 90 va començar la immigració massiva a Ulaanbaatar des del camp. S'estima que 150.000 llars, que viuen principalment a gèneres mongols tradicionals als afores d'Ulaanbaatar, cremen llenya i carbó (algunes famílies pobres cremen fins i tot pneumàtics i escombraries) per escalfar-se durant el dur hivern, que dura d'octubre a abril, des d'aquests afores no estan connectats al sistema de calefacció central de la ciutat. Es va proposar una solució temporal per disminuir el fum fins a les estufes amb una eficiència millorada, encara que sense resultats visibles. Les estufes de combustió de carbó alliberen alts nivells de cendra i altres partícules (PM). Quan s'inhalen, aquestes partícules poden instal·lar-se als pulmons i les vies respiratòries i causar problemes de salut. De dues a deu vegades per sobre dels estàndards internacionals de qualitat de l'aire mongol i internacional, les taxes de PM d'Ulaanbaatar són de les pitjors del món, segons un informe del Banc Mundial del desembre del 2009. El Banc Asiàtic de Desenvolupament (ADB) estima que els costos sanitaris relacionats amb aquesta contaminació atmosfèrica representen fins a un 4 per cent del PIB de Mongòlia.

### Sud-est asiàtic
El fum és un problema habitual al sud-est asiàtic causat per incendis terrestres i forestals a Indonèsia, especialment Sumatra i Kalimantan, tot i que es prefereix el terme boir en descriure el problema. Els agricultors i propietaris de plantacions solen ser els responsables dels incendis, que utilitzen per buidar terres per a més plantacions. Aquests incendis afecten principalment Brunei, Indonèsia, Filipines, Malàisia, Singapur i Tailàndia, i ocasionalment Guam i Saipan. Les pèrdues econòmiques dels incendis el 1997 s'han estimat en més de 9 mil milions de dòlars americans. Inclou danys en la producció agrícola, destrucció de terres forestals, salut, transport, turisme i altres esforços econòmics. No s'inclouen problemes socials, ambientals i psicològics i efectes per a la salut a llarg termini. El segon darrer xàfec produït a Malàisia, Singapur i l'estret de Malacca es produeix a l'octubre del 2006 i va ser causat pel fum dels incendis d'Indonèsia que va ser explotat a través de l'estret de Malàcia per vents del sud-oest. Una bruma similar es va produir al juny de 2013, amb la PSI establint un nou rècord a Singapur el 21 de juny a les 12:00 amb una lectura de 401, que es troba dins del rang "Perillós".
L'Associació de Nacions del Sud-Est d'Àsia (ASEAN) va reaccionar. El 2002, es va signar l'Acord sobre la contaminació transfrontalària sobre la contaminació entre totes les nacions d'ASEAN. [94] ASEAN va formar un Pla d'Acció Regional per a Nit (RHAP) i va establir una unitat de coordinació i suport (CSU). RHAP, amb l'ajuda del Canadà, va establir un sistema de vigilància i advertència d'incendis forestals i de vegetació i va implementar un sistema de qualificació de perill de foc (FDRS). El Departament Meteorològic de Malàisia (MMD) ha publicat una classificació diària del perill d'incendi des del setembre del 2003. Indonèsia no ha estat eficaç a l'hora de fer complir les polítiques legals sobre agricultors errants.

### Pakistan
Des de l'inici de la temporada d'hivern, el fum intens carregat de contaminants va cobrir la part important del Punjab, especialment la ciutat de Lahore, causant problemes respiratoris i pertorbant el trànsit normal.
Els metges van aconsellar als residents que es quedessin a l'interior i que utilitzin màscares a fora.

## Índex de contaminació
La gravetat del smog es mesura sovint amb instruments òptics automatitzats com ara Nehelometers, ja que la fosca s'associa amb la visibilitat i el control del trànsit als ports. Tanmateix, Haze també pot ser una indicació de la mala qualitat de l'aire, tot i que sovint es reflecteix millor utilitzant índexs d'aire construïts amb propòsits precisos com l'índex de la qualitat de l'aire americà, l'API de Malàisia (Índex de contaminació de l'aire) i l'índex de normes contaminants de Singapur.
En condicions brutes, és probable que l'índex reporti el nivell de partícules suspeses. En algunes jurisdiccions, la divulgació del contaminant responsable és obligatòria.
L'API de Malàisia no té un valor fixat; per tant, les lectures més perilloses poden superar els 500. Per sobre de 500, es declara un estat d'emergència a la zona afectada. Normalment, això significa que els serveis governamentals no essencials se suspèn i tots els ports de la zona afectada estan tancats. També hi pot haver prohibicions a les activitats comercials i industrials del sector privat a la zona afectada, excloent el sector alimentari. Fins al moment, les resolucions d'emergència a causa dels nivells d'API perillosos s'aplicaven a les ciutats de Malàisia de Port Klang, Kuala Selangor i l'estat de Sarawak durant la fosca de Malàisia del 2005 i la fosca del sud-est asiàtic de 1997.

## Referències culturals

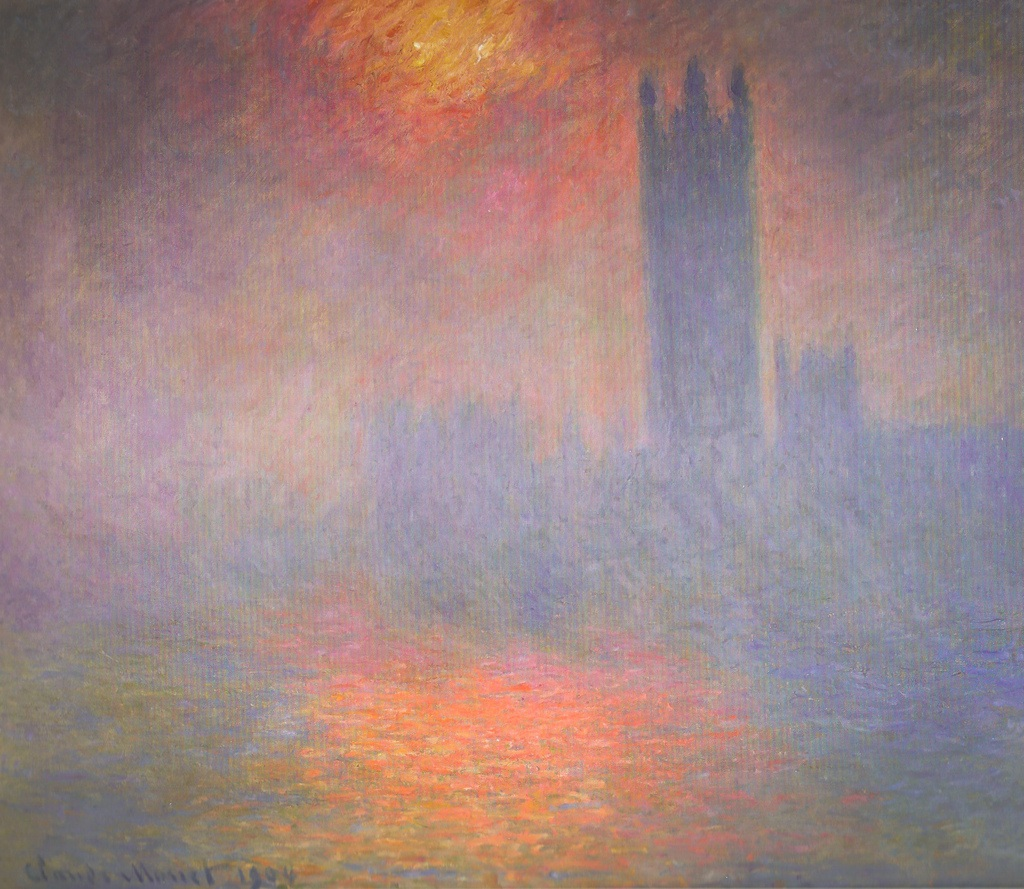
Claude Monet va realitzar diversos viatges a Londres entre 1899 i 1901, durant els quals va pintar vistes al Tàmesi i a les cases del Parlament que mostren el sol que lluitava per brillar en l'atmosfera carregada de fum de Londres.